# 陳孟浩
陳孟浩（14世紀—15世紀），江西臨江府新淦縣人，民籍，明朝政治人物。

## 生平
陳孟浩是永樂十五年（1417年）丁酉科江西鄉試舉人，十六年（1418年）戊戌科進士。授長沙府教授，調蘇州府教授，改變當地浮靡風俗，獲周忱禮遇重視，秩滿後獲疏留用，加品秩仍掌管學政，以年老致仕，著有《澹庵歸樂集》流傳。

## 引用
1. 1 2  同治《新淦縣志·卷八·人物志》：陳孟浩，少貧刻志於學，永樂十六年進士，長沙儒學教授，改蘇州，俗尚浮靡，約令敦實，周文襄公忱禮重之，秩滿疏留，加秩仍掌學政，引年歸，所著有《澹庵歸樂集》。
2. ↑  同治《新淦縣志·卷七·選舉志》：進士……明……永樂十六年戊戌李騏榜……陳孟浩 教授……鄉舉……明……永樂十五年丁酉科……陳孟浩 捷進士